# Hašani (Krupa na Uni)
Pour les articles homonymes, voir Hašani.
Hašani (en serbe cyrillique : Хашани) est un village de Bosnie-Herzégovine. Il est situé dans la municipalité de Krupa na Uni et dans la république serbe de Bosnie. Selon les premiers résultats du recensement bosnien de 2013, il compte 217 habitants.
Avant la guerre de Bosnie-Herzégovine, le village de Hašani faisait partie de la municipalité de Bosanska Krupa ; à la suite des accords de Dayton (1995), il a été partiellement rattaché à la municipalité nouvellement créée de Krupa na Uni, intégrée à la république serbe de Bosnie.

## Géographie
Le village d'Hašani est situé dans la région de la Bosanska Krajina au pied du mont Grmeč (1 604 m).

## Démographie

### Évolution historique de la population dans la localité
| 1948 | 1953 | 1961 | 1971 | 1981 | 1991 | 2013 |
| ---- | ---- | ---- | ---- | ---- | ---- | ---- |
| 859  | 890  | 842  | 780  | 618  | 414, | 217  |

|  |

### Répartition de la population par nationalités (1991)
En 1991, les 414 habitants du village étaient tous serbes,.

## Personnalité
Hašani est le village natal de l'écrivain Branko Ćopić (1915-1984).